# La quinta del porro
La quinta del porro és una comèdia sobre el servei militar obligatori a Espanya, rodada l'any 1980.

## Argument
Dues històries paral·leles que comencen a l'Estació de França de Barcelona i acaben al poble imaginari de Caganillas de la Vega, 400 kilòmetres al sud de Catalunya, on hi ha emplaçat el campament de la instrucció militar. El tren amb els joves reclutes inicia un viatge ple de peripècies; tots els reclutes menys un que ha decidit desertar. El dissident no obstant, influït per la seva xicota, es repensa, però tard, quan el comboi ja ha posat rumb al sud. Amb la idea d'atrapar-lo, la parella agafa un taxi a la parada de l'estació. Malgrat els esforços del taxista el tren se'ls escapa i es proposen d'arribar a Caganillas abans de l'expedició militar. Al capdavall, a dins del tren, s'hi acaba produint una tancada de reclutes mentre que al taxi s'hi esdevenen constants entrebancs a causa de la indecisió del jove desertor que viu en un paranoic estat d'un "ara hi vaig ara deserto"

## Repartiment
Repartiment:
- Álvaro de Luna: El Sargento
- Anna Lizaran: Mare d'Albert
- Joan Borràs: Vicenç
- Pep Munné: Futur recluta
- Juan Manuel Montesinos: Juan
- Carmen Pérez: Violeta
- Ricard Borràs: Antonio
- Assumpta Almirall: Promesa d'Albert
- Arnau Vilardebó: Yago
- Fernando Rubio: Revisor
- Francesc Albiol: Futur recluta
- Oscar Rodriguez: Futur recluta
- Carlos Tristancho: Kinki
- José María Cañete: Tinent